# Старое (озеро, Гомельская область)
Ста́рое (бел. Старо́е) — озеро в Чечерском районе Гомельской области Беларуси. Относится к бассейну реки Сож.

## География
Озеро Старое располагается в 9 км южнее города Чечерск. К северу от водоёма находится деревня Старые Малыничи, к югу — деревня Чернявские Малыничи.

## Описание
Площадь зеркала составляет 0,63 км², длина — 1,07 км, наибольшая ширина — 0,8 км. Длина береговой линии — 3,25 км. Наибольшая глубина — 7,5 м, средняя — 2,58 м. Объём воды в озере — 1,63 млн м³. Площадь водосбора — 18,8 км².
Котловина имеет округлую форму. Склоны высотой до 14—15 м, пологие, распаханные. Высота северо-восточных и юго-западных склонов понижается до 3 м. Береговая линия относительно ровная. Берега высокие (до 1 м), поросшие кустарником. С северо-востока и юго-запада к озеру подступает пойма, на которой организована сеть мелиорационных каналов. Мелководье песчаное, глубже дно покрыто сапропелем.
Запасы озёрного сапропеля составляют 1,5 млн м³, из которых 1,2 млн относятся к органическому типу, а 0,3 млн — к карбонатному. Отложения покрывают 62 % озёрной чаши, их средняя мощность достигает 4,1 м, а максимальная — 9,5 м. Водородный показатель озёрного сапропеля составляет 7,5, естественная влажность варьируется от 7,2 до 9,1 %, зольность — от 32 до 89 %. Содержание в сухом остатке: азота — 0,5—2,7 %, окислов железа — 0,5—3,4 %, алюминия — 2,1 %, магния — 0,6 %, кальция — 6,5—46 %, калия — 0,1 %, серы — 0,1—1 %, фосфора — 7,5 %. Сапропель может использоваться в качестве лечебной грязи или удобрения, а также для понижения кислотности почв или даже как добавка к корму для скота.
На юго-западе из озера вытекает ручей с преимущественно канализованным руслом, впадающий в озеро Осинное — старицу Сожа. С северо-восточной стороны впадают ещё два канализованных ручья.
В озере обитают окунь, плотва, лещ, щука, линь, карась и другие виды рыб.